# إيكاترينا كاتنيكوفا
إيكاترينا نيكولايفنا كاتنيكوفا (الروسية: Екатерина Николаевна Катникова ؛ من مواليد 22 مارس 1994) هي لاعبة زحافات ثلجية روسية شاركت في المنافسة منذ عام 2014. وهي بطلة العالم مرتين.

## مهنة
بدأت كاتينكوفا لعبة روكوب زحافات في سن السابعة. حققت مسيرة مهنية ناجحة في مجال الشباب والناشئين ، حيث فازت بميداليات برونزية متتالية من 2012 إلى 2014 والذهبية في بطولة العالم تحت 23 سنة 2015. بين عامي 2014 و 2015 ، احتلت المرتبة الثانية في التصنيف العام لكأس الأمة.
فازت في حدث العدو السريع في بطولة العالم 2020، متخطية بشكل مفاجئ تاتيانا إيفانوفا. ثم فازت بميدالية ذهبية أخرى في الفردي ، لتصبح ثاني روسية فقط وأول امرأة لوغر بعد الاتحاد السوفيتي تفوز بذلك في هذا الحدث. في تتابع الفريق ، بدأت كاتنيكوفا لكنها فشلت في الوصول إلى لوحة اللمس في المقطع الأخير، مما أدى إلى استبعاد فريقها من المنافسة.